# Roda Fawaz
Roda Fawaz est un humoriste, auteur et acteur belge d'origine libanaise, né en 1980.
Diplômé de l'IAD (Bruxelles) en 2007, il alterne d'abord le théâtre classique et les courts métrages (souvent cantonné au rôle d'arabe de service) avec les seuls en scène qu'il écrit, en collaboration avec Eric De Staercke.
À partir de 2015, il devient un habitué des séries (co-)produites par la RTBF, tout en continuant à (co) écrire ses spectacles.

## Filmographie[1]

### Comme acteur

#### Cinéma
- 2010 : L'Italien d'Olivier Baroux : un Qatari
- 2014 : De la rage (court métrage) de Margo Fruitier
- 2016 : Les Derniers Parisiens de Hamé et Ekoué : Younès
- 2016 : Détour aux sources de Cyril Gueï et lui-même : Roda
- 2017 : Cargo de Gilles Coulier : Saïd
- 2018 : K contraire de Sarah Marx : Le coiffeur
- 2018 : Ma mère est folle de Diane Kurys : Karim, le policier
- 2019 : Bruxelles-Beyrouth (court métrage) de Thibaut Wohlfahrt et Samir Youssef : Ziad
- 2024 : La Salle des pas perdus de Thibaut Wohlfahrt et lui-même[2] : Redouane
- 2024 : La Vierge à l'enfant de Binevsa Berivan

#### Télévision
- 2009 : Reporters (série télévisée), saison 2, épisode 5 de Gilles Bannier : homme du prince
- 2009 : Babelgium (court métrage) de Michael Havenith : Mourade
- 2010 : De l'encre de Hamé et Ekoué (téléfilm) : le Cuistot
- 2013 : À tort ou à raison (série télévisée), saison 2, épisode 3 L'Affaire Rahbani d'Alain Brunard : Hassan Rahbani
- 2016 : Le Bureau des légendes d'Eric Rochant (série télévisée), saison 2, épisode 10 : Abou Abdoul
- 2017 : Engrenages (série télévisée), saison 6, épisode 1 de Frédéric Jardin : Azziz Muttalib
- 2017-2019 : Unité 42 (série télévisée), saisons 1 et 2 : Nassim Khaoulani
- 2018 : Bullets (série télévisée) : Dhirkullah
- 2020 : Cellule de crise (série télévisée) de Jacob Berger : Tarek Hafeez Sarwar
- 2020 : Invisible (série télévisée) de Geoffrey Enthoven : Ayoub Griyeb
- 2021 : La Bonne terre (Grond) (série télévisée), épisode 7 Diwan Awards de Mathieu Mortelmans : Présentateur
- 2022 : Lost Luggage de Nathalie Basteyns et Kaat Beels (mini-série), épisode 5 Samira takes a drastic Decision
- 2023 : Hostage (Kapningen) de Karin Fahlén (série télévisée) : Hassan Ibrahim
- 2023 : 1985 de Wouter Bouvijn (série télévisée) : Madani Bouhouche
- 2023 : Alter Ego (série télévisée), épisode 1 de Mathieu Mortelmans : agent de sécurité dans le métro

### Comme scénariste et réalisateur

#### Cinéma
- 2016 : Détour aux sources cosigné avec Cyril Gueï
- 2024 : La Salle des pas perdus cosigné avec Thibaut Wohlfahrt [2]

## Théâtre
- 2006 : Khiam, adapté par Roda Fawaz du livre Khiam, Prison de la Honte de Véronique Ruggirello
- 2006 : L’Homme qui passe (conte)
- 2009 : Lettre ouverte aux fanatiques d'Olivier Coyette
- 2010-2011 : Quarts d'identité, seul en scène, coécrit avec Victor Scheffer
- 2012 : Le Black, l'arabe et la femme blanche de Frédéric Dussenne (d'après l'œuvre de Jean Genet)
- 2016-2018 : On the road...A, coécrit avec Eric De Staercke [3]
- 2020 : Dieu, le père coécrit avec Pietro Pizzuti
- 2022 : Rebelle sans cause coécrit avec Eric De Staercke[4]

## Prix
- 2009 : Marathon du rire de Paris - prix jeune découverte
- 2016 : Prix de la Critique de La meilleure découverte - pour "On the road…A"
- 2021 : Prix SACD "spectacle vivant" [5]